# Куилу (река)
Куилу (в средното и горното течение – Ниари, в най-горното течение – Нику, на френски: Couilou) е река в Екваториална Африка, в югозападната част на Република Конго, вливаща се в Атлантическия океан. Дължината ѝ е 560 km (с река Нику – 708 km), а площта на водосборния басейн – 61 707 km.
Река Куилу води началото си на 580 m н.в. под името Нику от най-южните части на Южногвинейските възвишения в южната част на Република Конго. След извора си река Нику тече предимно на юг и след като се съедини с идващата отляво река Джевеке, получава името Ниари, която продължава да тече в южна посока в дълбока и тясна долина сред хълмисти райони, като образува множество прагове и водопади. При град Кимбеди река Ниари излиза от хълмистите райони, завива на запад, а след това на северозапад и тече в широка и плитка долина със спокойно и бавно течение през обширна грабеновина падина, простираща се между Кристалните планини на юг и Южногвинейските възвишения на север. След устието на десния си приток Луесе река Ниари рязко завива на югозапад и вече под името Куилу пресича крайните северозападни, ниски части на Кристалните планини. В този участък долината ѝ отново се стеснява, а скоростта на течението ѝ се увеличава. След устието на левия си приток Лубомо излиза от планините и продължава своя път на югозапад през приморската низина, като тук отново е спокойна равнинна река. Влива се в Атлантическия океан, като образува малък естуар, на около 50 km северозападно от град Пуент Нуар, най-голямото морско пристанище на Република Конго.
Основни притоци: леви – Джевеке, Лудима, Луваку, Папаси, Лубомо, Томбо; десни – Бвенза, Лоанга, Лубулу, Луади, Лумонго, Луесе, Лебулу, Гоконго, Пулу, Лубеци, Лунджи. Река Куилу – Ниари е с предимно дъждовно подхранване, като максимумът на оттока ѝ е през двата дъждовни периода в региона – първия през есента (април и май), а втория – в края на пролетта (ноември и декември). Средният годишен отток в долното ѝ течение е 856 m³/s. В най-долното си течение, на 75 km от устието е достъпна за плитко газещи речни съдове.